# Nicolas Dumont
Pour les articles homonymes, voir Dumont.
 (décembre 2017).
Si vous disposez d'ouvrages ou d'articles de référence ou si vous connaissez des sites web de qualité traitant du thème abordé ici, merci de compléter l'article en donnant les références utiles à sa vérifiabilité et en les liant à la section « Notes et références ».
Nicolas Dumont est un facteur de clavecins parisien actif, au moins, de 1675 à 1707.

## Biographie
Marié en 1673, il fut reçu comme membre de la guilde des facteurs d'instruments le 20 juillet 1675.
La Cour de France possédait encore trois de ses instruments en 1780 ; il est cité par Michel Corrette comme un des nombreux facteurs parisiens de l'époque. Dumont est le premier facteur parisien à pratiquer le ravalement de clavecins flamands.
Il subsiste trois clavecins connus de sa facture, respectivement datés de 1697, 1704 et 1707.